# Nina Mozetič
Nina Mozetič, slovenska kanuistka na divjih vodah, * 21. september 1983. 
Njen največji uspeh je bronasta medalja v K-1 ekipni tekmi na Svetovnem prvenstvu v kajak in kanu slalomu 2010 v Tacnu.